# 環境調査研修所
環境調査研修所（かんきょうちょうさけんしゅうしょ）は、日本の環境省の施設等機関。国家行政組織法第8条の2に定める文教研修施設である。国・地方公共団体の職員等に対して研修を行っている。また、下部組織として、国立水俣病総合研究センターが設置されており、水俣病に関する調査・研究及び情報の収集等を行っている。

## 所在地
- 環境調査研修所：埼玉県所沢市
- 国立水俣病総合研究センター：熊本県水俣市

## 沿革
- 1973年（昭和48年）3月:旧環境庁に公害研修所が設置される。
- 1978年（昭和53年）10月:旧環境庁に国立水俣病研究センターが設置される。
- 1990年（平成2年）7月：公害研修所が環境研修センターに名称変更し、国立環境研究所（当時は旧環境庁の施設等機関）の附置機関として改組される。
- 1996年（平成8年）7月:国立水俣病研究センターが国立水俣病総合研究センターに名称変更し、国際・総合研究部が設置される（位置付けは旧環境庁の施設等機関のまま。）。
- 2001年（平成13年）4月：環境研修センターが環境省総合環境政策局の附置機関として改組される。
- 2001年（平成13年）6月:国立水俣病総合研究センターに水俣病情報センターが設置される。
- 2003年（平成15年）7月：環境研修センターが環境調査研修所に名称変更し、環境省の施設等機関として改組される。併せて国立水俣病総合研究センターが環境調査研修所の下部組織となる。

## 組織
- 所長（総合環境政策統括官が兼務する）
- 次長
- 庶務課
- 教務課
  - 研修企画専門官
  - 国際研修協力専門官
- 主任教官
  - 教官
- 国立水俣病総合研究センター
  - 所長
  - 総務課
  - 国際・総合研究部
  - 臨床部
  - 基礎研究部
  - 疫学研究部

## 主な職務

### 環境調査研究所の研修内容
- 行政研修

国・地方公共団体の環境行政に携わる職員等に対し、総合環境政策、化学物質対策、大気・水環境対策、自然環境対策、廃棄物・リサイクル対策、地球環境保全対策、国際環境協力について、専門的知識・技能習得を目的とした研修を行う。また、日本・中国・韓国の環境行政担当職員等を対象に、「日中韓三カ国合同環境研修」を協同実施している。
- 分析研修

国・地方公共団体の環境行政に携わる職員等に対し、環境分析業務の遂行に必要な専門的知識・技能習得を目的とした研修を行う。環境調査・モニタリングの手法が、汚染媒体や汚染質の種類によって異なるため、それぞれの手法に応じた研修コースを実施している。
- 職員研修

主に環境省の職員に対し、階層や職種ごとに、知識等の習得や資質の向上を図ることを目標とした研修を行う。

### 国立水俣病総合研究センターの研究内容
- 国際・総合研究部

水俣病に関する国際的な調査・研究、資料の収集・整理、情報発信、社会科学的及び自然科学的研究等を行う。
- 臨床研究部

水俣病に関する臨床医学的な調査・研究及び調査・研究に必要な診療を行う。
- 基礎研究部

水俣病に関する基礎医学的な調査・研究として、病理学的、生化学的、生理学的研究を行う。
- 疫学研究部

水俣病に関する疫学的・医学的な調査・研究に必要な資料の収集・解析を行う。